# John de Andrea
John De Andrea nacido en Denver, Colorado el 24 de noviembre de 1941, es un escultor estadounidense. 
Asociado con la escuela de arte fotorrealista. De Andrea es conocido por sus extremadamente realistas esculturas de polivinilo representando figuras humanas.
De Andrea es titulado en Artes por la Universidad de Colorado en Boulder y estudió en la Universidad do Nuevo México en Albuquerque entre 1966 y 1968. Vive en Denver.